# حزب إدراك قدرة الحرية
إدراك قدرة الحرية، المعروف أيضًا باسم أويزو (القيادة)، كان حزباً سياسياً في جزر القمر.

## التاريخ
تأسس الحزب في باريس من قبل وزير الخارجية السابق عبد الله موازوار في عام 1984 باسم الاتحاد من أجل جمهورية ديمقراطية في جزر القمر. في عام 1990 أعيد تنظيمه تحت اسم أويزو. كان الحزب جزءًا من معسكر «لا» للاستفتاء على الدستور عام 1992. فاز بمقعد واحد في انتخابات 1992، واحتفظ به في الانتخابات المبكرة في العام التالي.
رشح الحزب موازوار للانتخابات الرئاسية عام 1996. فشل موازوار في الوصول إلى الجولة الثانية. في وقت لاحق من عام 1996، كان واحدًا من عدة أحزاب اندمجت لتشكيل التجمع الوطني من أجل التنمية.